# 星尘往事
《星尘往事》（英語：Stardust Memories），是一部1980年上映的美國喜剧剧情电影，由伍迪·艾伦担任编剧、导演和演员。其他主演包括夏綠蒂·蘭普琳、杰西卡·哈珀、玛丽-克里斯汀·巴洛特和托尼·罗伯茨。本片以黑白格式拍摄，剧情讲述一位颇有成就，当前却已陷入迷茫的导演对其人生和作品的回顾。本片被认为是对费里尼的名作《八部半》的致敬。
影片获得了美国编剧工会奖最佳喜剧剧本奖的提名，但在最初的发行中，本片并未受到评论家的热烈欢迎，也非伍迪·艾伦的知名作品。但本片在后来得到了某程度的重新评估，现在对影片的评价多为正面。艾伦否认这部作品是自传性的，并对观众将其解读为自传作品表示遗憾。艾伦也将本片列为他最优秀的三部作品之一，另外两部为《开罗紫玫瑰》和《赛末点》。